# Kolumbianische Verwaltungseinheiten

Kolumbianische Verwaltungseinheiten

Kolumbien, offiziell die Republik Kolumbien, ist eine demokratisch verfasste Präsidialrepublik im Nordwesten Südamerikas. Der Einheitsstaat ist politisch in dezentralisierte Departamentos und den Hauptstadtdistrikt Bogotá, den Sitz der nationalen Regierung, gegliedert.
Einschließlich der ozeanischen Inseln in der Karibik und im Pazifik umfasst das Land eine Fläche von 1 141 748 km² und ist damit das 25. größte Land der Welt und das siebtgrößte auf dem amerikanischen Kontinent. Es beansprucht das Gebiet bis zu einer Entfernung von 12 Seemeilen als Hoheitsgewässer und hat Grenzstreitigkeiten mit Venezuela und Nicaragua. Im Osten grenzt es an Venezuela und Brasilien, im Süden an Peru und Ecuador und im Nordwesten an Panama. Es gibt Seegrenzen mit Panama, Costa Rica, Nicaragua, Honduras, Jamaika, Haiti, der Dominikanischen Republik und Venezuela im Karibischen Meer sowie Panama, Costa Rica und Ecuador im Pazifischen Ozean. Es ist das einzige südamerikanische Land mit einer Küstenlinie am Pazifik und einem Zugang zum Atlantik über die Karibik, wo es mehrere Inseln wie den Archipel von San Andrés, Providencia und Santa Catalina hat.
Nach der Verfassung von 1991 besteht Kolumbien aus 32 Departamentos und einem Hauptstadtdistrikt. Die Regierungen der Departamentos sind in drei Bereiche unterteilt: Die Exekutive wird von einem Gouverneur (Gobernador) ausgeübt, der alle vier Jahre gewählt wird. Jedes Departamento hat seine eigene Departementsversammlung (Asamblea Departamental), eine vom Volk gewählte regionale Körperschaft des öffentlichen Rechts mit Verwaltungsautonomie und eigenem Haushalt. Die Departementsversammlungen bestehen aus nicht weniger als 11 und nicht mehr als 50 Abgeordneten, die vom Volk für vier Jahre gewählt werden. Sie erlässt verbindliche Verordnungen für ihren Zuständigkeitsbereich oder ihr Departamento.

## Erste Verwaltungsebene

Erste Verwaltungsebene

### Departamentos
Die Departamentos sind die Gebietseinheiten der ersten Ebene in Kolumbien. Das Land ist verwaltungstechnisch und politisch in 32 Departamentos unterteilt, die von ihren jeweiligen Hauptorten aus regiert werden. Die Departamentos bilden die natürlichen, geografischen, kulturellen und wirtschaftlichen Regionen Kolumbiens. Gemäß Artikel 298 der politischen Verfassung Kolumbiens von 1991 ist sie eine Gebietskörperschaft, die nach Maßgabe der Verfassung und der Gesetze über Autonomie bei der Verwaltung der sektoralen Angelegenheiten und der Planung und Förderung der wirtschaftlichen und sozialen Entwicklung in ihrem Gebiet verfügt.
Die 32 Departamentos können auf unterschiedliche Weise in Regionen unterteilt werden.
Gemäß Artikel 306 der kolumbianischen Verfassung können sich zwei oder mehr Departamentos zu Verwaltungs- und Planungsregionen (Región Administrativa de Planificación – RAP) mit eigener Rechtspersönlichkeit, Autonomie und eigenem Vermögen zusammenschließen. Mit anderen Worten, sie sind eine gemeinschaftliche Einrichtung, die es den Departamentos ermöglicht, ihre Kräfte zu bündeln, um regionale Projekte und gemeinsame Ziele zu fördern, um ihre Wirtschaft und Wettbewerbsfähigkeit zu entwickeln, sich in strategische Infrastruktur-Megaprojekte zu integrieren und die ländliche und soziale Entwicklung des Gebiets zu fördern. Sobald die Verwaltungsregion ihre Ziele erreicht hat und fünf Jahre lang funktioniert hat, wird eine zweite Instanz geschaffen, die Gebietskörperschaftsregion (Región Entidad Territorial – RET), die bereits politisch-administrativen Charakter hat.
Zuvor waren die Zahlen der sogenannten Kommissariate (Comisarías) und Intendanzen (Intendencias), die die sogenannten Nationalen Territoien (Territorios Nacionales) zusammenfassten, die eine niedrigere politisch-administrative Ebene der territorialen Einheit darstellen sollten als die bereits eingerichteten Departamentos, darunter Amazonas, Casanare und Vichada. Diese wurden jedoch durch die nationale Verfassung von 1991 in den Status von Departamento erhoben.

### Hauptstadtdistrikt (Distrito Capital)
(Siehe auch: Hauptstadtdistrikt)
Bogotá bildet zusammen mit den 32 Departamentos die Republik Kolumbien. Sie ist die Hauptstadt von Kolumbien und der Verwaltungssitz des Departamentos Cundinamarca. Sie wird im Rahmen der Verfassung Kolumbiens von 1991 und des Gesetzes Autonomie in der Verwaltung ihrer Interessen als Hauptstadtdistrikt verwaltet. Im Gegensatz zu den anderen Bezirken Kolumbiens ist Bogotá eine Gebietskörperschaft erster Verwaltungsebene mit den Verwaltungsaufgaben, die das Gesetz den Departamentos zuweist. Sie besteht aus 20 Stadtbezirken (Localidades) und ist das politische, wirtschaftliche, administrative, industrielle, künstlerische, kulturelle, sportliche und touristische Epizentrum des Landes.

## Zweite Verwaltungsebene

Zweite Verwaltungsebene

### Gemeinden (Municipios)

Typologie der Gemeinden in Kolumbien.

Die Gemeinden (Municipios) entsprechen der zweiten Verwaltungsebene in Kolumbien, die durch Zusammenlegung die Departamentos bilden. Kolumbien hat 1.102 Gemeinden, die gemäß Artikel 311 der politischen Verfassung Kolumbiens von 1991, dem Gesetz 136 vom 2. Juni 1994 und dem Gesetz 1551 von 2012 die grundlegende territoriale Einheit der politisch-administrativen Gliederung des Staates mit politischer, steuerlicher und administrativer Autonomie innerhalb der von der Verfassung und den Gesetzen der Republik festgelegten Grenzen sind.
Jede Gemeinde hat einen Gemeindesitz (Cabecera Municipal), eine Ortschaft, die in der Regel den gleichen Namen wie die Gemeinde trägt und als deren Verwaltungssitz fungiert.
Es gibt knapp 40 Fälle, in denen der Name der Gemeinde nicht mit dem ihres Gemeindesitzes übereinstimmt.
Alle Gemeinden sind entsprechend ihrer Bevölkerungsdichte in zwei Zonen eingeteilt: die urbane und die rurale Zone, aus denen sich wiederum verschiedene Arten von Gemeindebezirken ergeben. Die urbane Zone einer kolumbianischen Gemeinde entspricht der Gesamtheit der zusammenhängenden Gebäude und Strukturen, die in Blöcken gruppiert und durch Straßen, Wege oder Alleen abgegrenzt sind. Diese Gebiete sind in der Regel mit grundlegenden Dienstleistungen wie Wasser, Abwasser, Strom, Krankenhäusern, Schulen usw. versorgt. Zu dieser Kategorie gehören die Hauptorte der Departamentos und die übrigen Gemeindesitze. Die rurale Zone einer Gemeinde ist durch die verstreute Anordnung von Wohnhäusern und Bauernhöfen gekennzeichnet. Es gibt keine Struktur oder Systematik von Straßen, Wegen, Alleen usw. Auch verfügt sie im Allgemeinen nicht über die öffentlichen Dienstleistungen und sonstigen Einrichtungen einer urbanen Zone.

### Sonderdistrikte (Distritos especiales)
Distrikte sind Gemeinden, die ein oder mehrere Merkmale aufweisen, die sie von den umliegenden Gemeinden unterscheiden, wie z. B. politische, kommerzielle, historische, touristische, kulturelle, industrielle, ökologische, Hafen- oder Grenzbedeutung. Kolumbien hat elf anerkannte Bezirke: Bogotá, Barranquilla, Cartagena de Indias, Santa Marta, Buenaventura, Riohacha, Cali, Mompox, Barrancabermeja, Turbo, Tumaco und Medellín.
Der erste Distrikt, der in Kolumbien geschaffen wurde, war der Bundesdistrikt (1861), aus dem 1954 der Sonderdistrikt hervorging. Viel später wurden in der Verfassung von 1991 in Artikel 356 die Distrikte der drei wichtigsten Städte im Norden des Landes geschaffen: Barranquilla, Cartagena de Indias und Santa Marta. In derselben Verfassung wurde der Name von Bogotá in Santafé de Bogotá, Distrito Capital geändert, der im Jahr 2000 erneut in Bogotá, Distrito Capital geändert wurde.
Die oben genannten Bezirke funktionieren ähnlich wie Gemeinden innerhalb ihrer jeweiligen Departamentos und unterstehen der Rechtsprechung ihrer jeweiligen Departamentos, während Bogotá eine besondere Beziehung zum Departamento Cundinamarca hat, da letzteres keine Autorität über den Hauptstadtbezirk ausübt, so dass Bogotá als eigenständige und vom Departamento unabhängige Einheit erster Verwaltungsebene betrachtet wird. Die Gerichte von Bogotá und Cundinamarca sind für Bogotá zuständig, nicht aber der Gouverneur und die Versammlung. Einige große Städte können in Stadtbezirke (Localidades) unterteilt sein.

### Nicht-kommunalisierte Gebiete
Nicht-kommunalisierte Gebiete (Áreas no municipalizadas) sind eine atypische Form der territorialen Organisation, die in einigen Departamentos vorherrscht, die früher Intendanzen und Kommissariate waren. Diese Gebiete entsprechen bestimmten Bevölkerungszentren, die zusammen mit ihrer Umgebung zu keiner der bestehenden Gemeinden gehören, im Gegensatz zu den Corregimientos, deren territoriale Zuständigkeit einer Gemeinde untergeordnet ist.
Nicht-kommunalisierte Gebiete werden von der Departementsversammlung koordiniert und von einem sog. Corregidor verwaltet, der vom Gouverneur des Departements, zu dem sie gehören, ernannt wird. Obwohl die Verfassung von 1991 diese Zahl nicht vorsieht, wird sie durch ein Dekret des Präsidenten geregelt. Derzeit gibt es landesweit 19 nicht-kommunalisierte Gebiete (einschließlich der Insel San Andrés).

## Dritte Verwaltungsebene

### Kommunen (Comunas)

Karte des Stadtbezirks von Medellín, die die Aufteilung in ländliches Gebiet (Corregimientos) und städtisches Gebiet (Comunas) zeigt.

Als Kommune (Comuna) bezeichnet man eine Verwaltungseinheit in der urbanen Zone einer mittelgroßen oder großen Stadt des Landes, in der bestimmte Sektoren oder Stadtteile zusammengefasst sind. Die meisten Hauptorte der Departamentos sind in Kommunen unterteilt. Diese Kommunen werden von den jeweiligen Gemeinde-, den Bezirks- oder Stadträten nach den Bedürfnissen der Bevölkerung und des Gebiets, in dem sie leben, gegründet. Der Zweck der Gründung von Kommunen ist die Verwaltung der Dienstleistungen für eine bestimmte urbane Bevölkerung.

### Corregimientos
Die rurale Zone einer Gemeinde ist in Corregimientos unterteilt, d. h. der Zuständigkeitsbereich einer Gemeinde setzt sich aus ihrem Gemeindesitz und ihren ruralen Gebieten in Corregimientos zusammen.
Ein Corregimiento umfasst einen Bevölkerungsansammlung (centro poblado), die vom Gemeindesitz entfernt ist, eine Gruppe von Wegen sowie Weilern und kann auch Polizeiinspektionen umfassen. Gemäß Artikel 117 des Gesetzes 136 aus dem Jahr 1994 ist ein Corregimiento ein Teil einer Gemeinde. Der Gemeinderat ist befugt, eine solche Unterteilung durch Vereinbarungen einzurichten, um die Bereitstellung von Dienstleistungen zu verbessern und die Beteiligung der Bevölkerung an lokalen öffentlichen Angelegenheiten zu gewährleisten. Historisch gesehen war ein Corregimiento die Gerichtsbarkeit eines Corregidors.

### Stadtbezirke (Localidades)

Stadtbezirke von Bogotá, Hauptstadtdistrikt.

Stadtbezirke (Localidades) sind in Kolumbien die Verwaltungseinheiten mit einer relativen Homogenität in geografischer, kultureller, sozialer und wirtschaftlicher Hinsicht.
Die Stadtbezirke wurden durch das Gesetz 768 aus dem Jahr 2002 eingerichtet, das die Regeln für das politische, verwaltungstechnische und steuerliche Statut der Sonderdistrikte Barranquilla, Cartagena de Indias und Santa Marta festlegt. Das Gesetz wurde durch das Urteil C-538-05 vom 24. Mai 2005 geändert, mit dem die Zahl der Stadtbezirke auf unbestimmte Zeit erweitert wurde; ursprünglich war eine Höchstzahl von drei Stadtbezirke festgelegt worden, wenn der Distrikt mehr als 600.000 Einwohner hatte.

## Vierte Verwaltungsebene

### UPL (Unidad de Planeamiento Local)
Dies sind die neuen Stadtteile des Hauptstadtdistrikts von Bogotá gemäß dem Plan de Ordenamiento Territorial 2022–2035. Dabei handelt es sich um Gruppen von Stadtvierteln mit gemeinsamen Merkmalen und ähnlichen demografischen Merkmalen. Einige von ihnen haben die Möglichkeit, in die Kategorie der Stadtbezirke aufgenommen zu werden.

### Viertel (Barrio)
Ein Viertel ist im Allgemeinen eine Gruppe von Wohnungen, die durch ihre physischen, wirtschaftlichen oder sozialen Bedingungen abgegrenzt sind. Dies ist die grundlegendste Ebene der städtischen Aufteilung in Kolumbien.

### Veredas

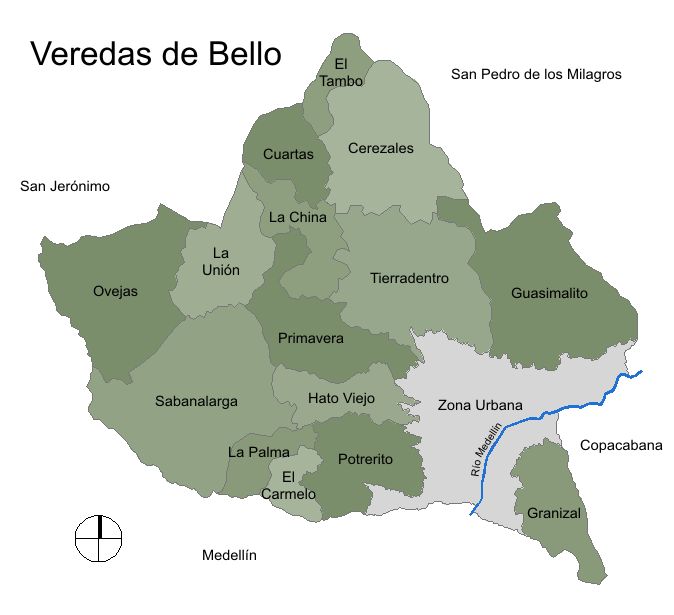
Veredas der Gemeinde von Bello.

Veredas umfassen hauptsächlich ländliche Gebiete, obwohl sie manchmal ein mikro-urbanes Zentrum enthalten können. Eine Vereda hat in der Regel zwischen 50 und 1200 Einwohner, wobei diese Zahl in einigen Orten je nach Lage und geografischer Konzentration variieren kann.
Die Veredas entstanden durch die Ansammlung der Landbevölkerung in der Nähe der Straßen, die das Gemeindegebiet durchquerten und als Verbindungswege zwischen verschiedenen Gemeinden dienten; in einigen Fällen blieben diese Siedlungen mit einer verstreuten Bevölkerung bestehen, in anderen bildeten sie Weiler. Aus diesem Grund haben die Gemeinden den Veredas die Kategorie der administrativen Gebietseinteilung gegeben, die in Corregimientos zusammengefasst sind. In Kolumbien gibt es etwa 30.000 Veredas, in denen ein Viertel der Bevölkerung lebt.

## Andere Untergliederungen

### Provinzen/Teilregionen

Karte mit der Einteilung der Departamentos in Provinzen.

Provinzen oder Teilregionen ist die allgemeine Bezeichnung für einige interne Unterteilungen der Departamentos (eher historischer als rechtlicher Natur), die aus Gemeindezusammenschlüssen bestehen und je nach der Einheit, zu der sie gehören, die Bezeichnungen Provinzen und Teilregionen erhalten; in einigen wird dies als Planungsmethode verwendet. Die meisten kolumbianischen Departamentos verwenden diese Methode der territorialen Organisation. Es gibt keine Provinzen in Bogotá, den Departamentos des kolumbianischen Amazonasgebiets oder der östlichen Tiefebene, mit Ausnahme des Departamentos Meta.

### Metropolregionen

Metropolregionen des Landes.

Eine Metropolregion ist gemäß Artikel 2 des Gesetzes 1625 vom 29. April 2013 eine Verwaltungseinheit des öffentlichen Rechts, die aus zwei oder mehr Gemeinden besteht, die um eine Kerngemeinde herum integriert sind und durch territoriale, ökologische, wirtschaftliche, soziale, demografische, kulturelle und technologische Dynamiken und Wechselbeziehungen miteinander verbunden sind, die eine koordinierte Verwaltung für die Planung und Koordinierung ihrer nachhaltigen Entwicklung erfordern. Sie sind mit öffentlich-rechtlichem Status, Verwaltungsautonomie und privatem Vermögen ausgestattet. In Kolumbien wurden etwa 10 Metropolregionen eingerichtet und/oder anerkannt.